# U fujutu su nesci chi fa?
U fujutu su nesci chi fa? è un album in studio del cantautore italiano Cesare Basile, pubblicato nel 2017.

## Tracce
1. Scongiuro
2. Lijatura
3. Tri nuvuli ju visti cumpariri
4. Cincu pammi
5. Cola si fici focu
6. Storia di Firrignu
7. U scantu
8. U Fujutu su nesci chi fa
9. Fimmina trista fimmina nata
10. Cirasa di Jinnaru